# 1966 у футболі
Нижче наведені футбольні події 1966 року у всьому світі.

## Події
- Відбувся восьмий чемпіонат світу, перемогу на якому здобула збірна Англії.

## Засновані клуби
- Галлешер (Німеччина)
- Мурата (Сан-Марино)
- Рот-Вайс (Ерфурт) (Німеччина)
- Трабзонспор (Туреччина)

## Національні чемпіони
- Англія: Ліверпуль
- Аргентина: Расінг (Авельянеда)
- Італія: Інтернаціонале
- Іспанія: Атлетіко (Мадрид)
- Португалія: Спортінг (Лісабон)
- СРСР: Динамо (Київ)
- ФРН: Мюнхен 1860
- Шотландія: Селтік